# Scigliano
Scigliano est une commune de la province de Cosenza, dans la région de Calabre, en Italie.

## Administration
| Période                                  | Période | Identité | Étiquette | Qualité |
| ---------------------------------------- | ------- | -------- | --------- | ------- |
|                                          |         |          |           |         |
| Les données manquantes sont à compléter. |         |          |           |         |

### Hameaux
Calvisi, Lupia, Serra-Petrisi, Cupani, Diano, Porticelle-Agrifoglio, Celsita, Tasso

### Communes limitrophes
Altilia, Carpanzano, Colosimi, Pedivigliano

## Personnalités
- Vitaliano Camarca (1921-1969), journaliste, éditeur et typographe italien, est né à Scigliano.